# 이와데역
이와데역(일본어: 岩出駅, いわでえき)은 일본 와카야마현 이와데시에 있는 서일본 여객철도의 철도역이다.
하루에 왕복 2편씩 운행하는 쾌속 열차가 정차하는 역이다.

## 역 구조
상대식 승강장 2면 2선 구조의 지상역이다. 하시모토 역이 관리하며, 역 업무는 JR 서일본 멘텍이 대신 하고 있다.

### 승강장
| 1 | ■ 와카야마 선 | 고카와 · 하시모토 방면 |
| 2 | ■ 와카야마 선 | 와카야마 방면          |

## 역세권 정보
- 이와데시청사

## 역사
- 1901년 10월 10일 - 기와 철도 우치타 역 ~ 후나토 역 사이에 개업. 당시에는 오미야 임시 정류장이었으며, 1902년 3월 1일 보통역으로 승격된 후 같은 해 4월 1일 지금의 역명으로 바뀌었다.
- 1907년 10월 1일 - 국유화에 따라 서일본 여객철도의 소속이 되었다.
- 1987년 4월 1일 - 민영화에 따라 서일본 여객철도의 소속이 되었다.

## 인접역
| 서일본 여객철도 와카야마 선 | 서일본 여객철도 와카야마 선 | 서일본 여객철도 와카야마 선 |
| --------------------------- | --------------------------- | --------------------------- |
| 우치타 오지 방면            | ■ 와카야마 선 쾌속          | 와카야마 방면               |
| 서일본 여객철도 와카야마 선 |                             |                             |
| 시모이사카 오지 방면        | ■ 와카야마 선               | 후나토 와카야마 방면        |